# Karanambo Airport
Karanambo Airport är en flygplats (grusbana) i Guyana.   Den ligger i regionen Upper Takatu-Upper Esseqiubo, i den centrala delen av landet, norr om Karanambo. Karanambo Airport ligger 90 meter över havet.
Terrängen runt Karanambo Airport är mycket platt. I omgivningarna runt Karanambo Airport växer i huvudsak städsegrön lövskog.